# Коридорас Шварца
Коридорас Шварца (Corydoras schwartzi) — вид сомоподібних риб з роду Коридорас підродини Corydoradinae родини Панцирні соми. Інша назва «двоплямовий коридорас». У природі поширений у річках Південної Америки; утримують також в акваріумах.

## Опис
Завдовжки досягає 3,9-4,5 см. Зовні подібний до виду Corydoras parallelus. Голова майже трикутна. Очі помірно великі. Рот розвинений. Є 3 пари помірно довгих вусів. Тулуб кремезний. Спинний плавець з 1 жорстким та 7 м'якими променями. У самців перший промінь найдовший. Грудні плавці з 1 жорстким променем. Черевні плавці доволі близько розташовано до грудних. Жировий плавець маленький. Анальний плавець складається з 1 жорсткого та 5 м'яких променів. Хвостовий плавець широкий, розрізаний, верхній лопать дещо довше за нижній.
Забарвлення сріблясто-сіре. Через очі проходить темна смуга у формі клину. З боків проходить декілька поздовжніх смуг, що складаються з маленьких чорних крапочок. Плавці вкриті темними цяточками. Перший промінь спинного плавця прозорий або сірий, далі йде промені темного забарвлення.

## Спосіб життя
Є демерсальною рибою. Воліє до прісної та чистої води. Утворює невеличкі групи. Активний у присмерку. Живиться дрібними ракоподібними, комахами, ракоподібними, рештками рослин. Полює на здобич біля дна.
Нерест відбувається у сезон дощів. Самиця відкладає 2-4 яйця до черевних плавців, де їх протягом 30 секунд запліднює самець. Слідом за цим самиця приліплює запліднену ікру до листя або каміння. загалом таким чином запліднюється та прикріплюється до 100 ікринок.

## Розповсюдження
Є ендеміком Бразилії. Поширений у річках Пурус і Манаос.

## Утримання в акваріумі
Об'єм акваріума від 40—50 літрів. В оздобленні повинні бути різноманітні укриття (корчі, рослини тощо). Рекомендують тримати зграйкою не менше 4—5 особин. Невибагливі в утриманні. Оптимальними параметрами води є: 22–24 °C, dGH до 12°, pH 6,5—7,5. Потрібна фільтрація води та її регулярна підміна.